# غوس (ميزوري)
غوس (بالإنجليزية: Goss, Missouri)‏ هي منطقة سكنية تقع في الولايات المتحدة في مقاطعة مونرو، ميزوري. يقدر عدد سكانها بـ 0 نسمة وترتفع عن سطح البحر 228.91 متر.